# 野村尊敬
野村 尊敬（のむら そんきょう、1941年9月22日- ）は、日本の実業家。チチヤス第五代社長、元会長。元サッカー選手、元日本サッカー協会副会長。

## 来歴
広島県出身。広島大学附属高等学校では、フルバックとして同級生の桑田隆幸、1年後輩の小城得達･桑原楽之･溝手顕正･船本幸路らと選手権、国体でともに準優勝。
その後早稲田大学第二商学部へ進学。同級生の松本育夫・桑田隆幸、2つ下の二村昭雄･森孝慈、3つ下の釜本邦茂らと共に同大学ア式蹴球部の黄金期を創った。在学中の1963年には日立本社（現柏レイソル）を3-0で破り、早稲田26年ぶりの天皇杯制覇に貢献。
1964年卒業後、チチヤス乳業に入社。専務取締役、副社長を経て1996年チチヤス第五代社長に就任。2005年、不振のレジャー事業のため多額の負債を抱えることとなり、投資ファンド運営会社である「クレセント・パートナーズ」から出資を受け、不振のレジャー事業を切り離し、本業である乳業事業を承継するための新会社（現在のチチヤス株式会社）を設立することになり、経営から離れ、チチヤス会長に就任。

## 協会での来歴
- 1990年：日本サッカー協会理事
- 1997年：日本体育協会理事
- 1998年：広島県サッカー協会会長
- 1998年：中国サッカー協会会長
- 2002年：日本サッカー協会副会長
- 2005年：兼務する日本サッカー協会副会長での忙しさから広島サッカー協会会長を退き、同協会名誉会長となる
 （ちなみに、次の広島県サッカー協会会長は小城得達）
- 2006年：日本サッカー協会副会長を退き、理事となる。
- 2008年：日本サッカー協会理事を退き、18年の在職を終える。

## エピソード
- 現Jリーグチェアマン鬼武健二を広大付属高校時代、サッカー部へ誘ったのが、野村と高重清純。
- 広島県サッカー協会会長時代、Jリーグ創設時に参加10チームに当確といわれたマツダSCが、親会社のマツダの財政的理由で降りようとした時、マスコミを通じてその事実をいち早く広島県民に訴えた。野村の訴えをきっかけに県民、市民、サッカー関係者、地元経済界などから参加を希望する署名など大きな運動が起こった。これを受けて松本育夫、今西和男、小沢通宏ら関係者が、日本サッカー協会の長沼健、川淵三郎らと折衝を繰り返して創設メンバーに至り、サンフレッチェ広島が誕生した。

## リンク
日本サッカー名蹴会｜野村尊敬　リーダーシップ論